# بخش بازارنوسیسکی
بخش بازارنوسیسکی (به لاتین: Bazarnosyzgansky District) یک منطقهٔ مسکونی در روسیه است که در استان اولیانوفسک واقع شده‌است.